# George Godfrey (Schwimmer)
George Albert Godfrey (* 26. Juli 1888 in Durban; † 22. Mai 1965 ebenda) war ein südafrikanischer Schwimmer.

## Karriere
Godfrey nahm 1912 an den Olympischen Spielen in Stockholm teil. Hier scheiterte er im Wettbewerb über 400 m Freistil als Vierter des sechsten Vorlaufs an der Halbfinalqualifikation. Auch für die Disziplinen 100 m Freistil, 1500 m Freistil, 100 m Rücken, 200 m Brust und 400 m Brust war der Schwimmer gemeldet, trat aber in allen nicht an.
Auf nationaler Ebene konnte Godfrey einige Titel gewinnen und weitere Erfolge erzielen. 1908 stellte er den nationalen Rekord über 220 Yards Freistil auf. 1912 folgten die Rekorde über 100, 220 und 500 Yards Freistil, die er bis 1923 innehatte. In den Jahren 1909, 1911, 1912 und 1913 gewann er die südafrikanischen Meistertitel über 100, 220 und 500 Yards Freistil. 1910 errang er die Meisterschaft über 500 Yards Freistil. Im Jahr 1914 folgte sein 14. und letzter Titel – im Wettbewerb über 100 Yards Freistil siegte er und holte Gold.